# Numulární dermatitida
Numulární dermatitida (lat. Nummular dermatitis), nazývaná též eczema nummulare, mikrobiální ekzém, popř. diskoidní ekzém nebo numulární neurodermatitida je jednou z mnoha forem dermatitidy. Vyznačuje se tím, že léze jsou kulaté nebo oválné. Název je odvozen od latinského slova nummus, což znamená peníze nebo také mince (léze této dermatitidy mají mincovitý tvar).

## Klinický obraz
Průběh onemocnění bývá chronický, recidivující. Může se objevit v každém věku. Častější je však u osob kolem 60 let věku. Numulární dermatitida není infekční. Léze numulární dermatitidy (ve tvaru mince) se mohou objevit na kterékoliv části těla, ale nejčastěji bývají postiženy bérce a hýždě. Léze jsou kulaté a šupinaté, obvykle se tvoří několik týdnů. Exacerbace lézí jsou spojovány se suchou pokožkou. Pacienti mají často sklon ke vzniku jiné formy atopického onemocnění, např. atopického astmatu, popř. alergické rýmy.
Načervenalé, šupinaté papuly, často splývající ve větší erytematózní plochy, jsou dislokovány v dolních končetinách, popř. v extenzorových partiích horních končetin (extenzor – sval, který provádí napřímení či natažení v určitém kloubu). Mají tendenci k mokvání a následné tvorbě strupů (krusty). Léze jsou dobře ohraničené.

## Diagnóza
Obvykle na základě typických klinických projevů.

## Diferenciální diagnostika
- Kontaktní dermatitida
- Mycosis fungoides
- Svrab
- Pityriasis rosea Gibert
- Syfilis

## Terapie
Klíčem k léčbě a prevenci numulární dermatitidy je zachování hydratace kůže. Léze jsou obvykle léčeny krémy nebo gely, obsahujícími kortikosteroidy, aplikovanými třikrát denně po dobu dvou týdnů. Je třeba se vyhnout použití těchto přípravků na takové oblasti, jako je obličej, podpaží nebo třísla. Pro zvýšení účinnosti lze před spaním použít okluzivní obvaz nebo zakrýt oblast s použitím polyethylenu. Je třeba vzít do úvahy, že numulární dermatitida je velmi iritabilní, a to i vůči lokálním léčivům.
V případech, kdy dermatitida nereaguje na lokální léčbu, může být k léčbě použita fototerapie středněvlnným ultrafialovým zářením (UVB) anebo dlouhovlnným ultrafialovým zářením (UVA). Podle závažnosti omemocnění může být nutné perorální podávání steroidů. V těchto případech by léčebný cyklus by měl být co nejkratší. Přiměřená počáteční dávka činí 40 mg Prednisonu každý druhý den. Ve zvlášť závažných případech může být užitečné použití nízkých dávek perorálně aplikovaného Cyklosporinu (3 až 5 mg/kg/den). Kromě toho jsou zde k léčbě všech sekundárních infekcí (nejčastější příčinou je obvykle Staphylococcus aureus) k dispozici antibiotika, jako je Cephalexin, Dicloxacillin nebo Erythromycin (u pacientů, kteří jsou alergičtí na Penicilin).

## Sledování
Pacient léčený perorálními kortikosteroidy by měl být znovu vyšetřen lékařem do dvou týdnů od zahájení léčby s cílem posoudit odpověď na léčbu a případných vedlejších účinků, jako je kožní atrofie.